# チェントラケ
チェントラケ（イタリア語: Centrache）は、イタリア共和国カラブリア州カタンザーロ県にある、人口約400人の基礎自治体（コムーネ）。

## 地理

### 位置・広がり

#### 隣接コムーネ
隣接するコムーネは以下の通り。
- モンテパオーネ
- オリヴァーディ
- パレルミーティ
- ペトリッツィ
- ヴァッレフィオリータ